# St. Lukas (Bindersleben)

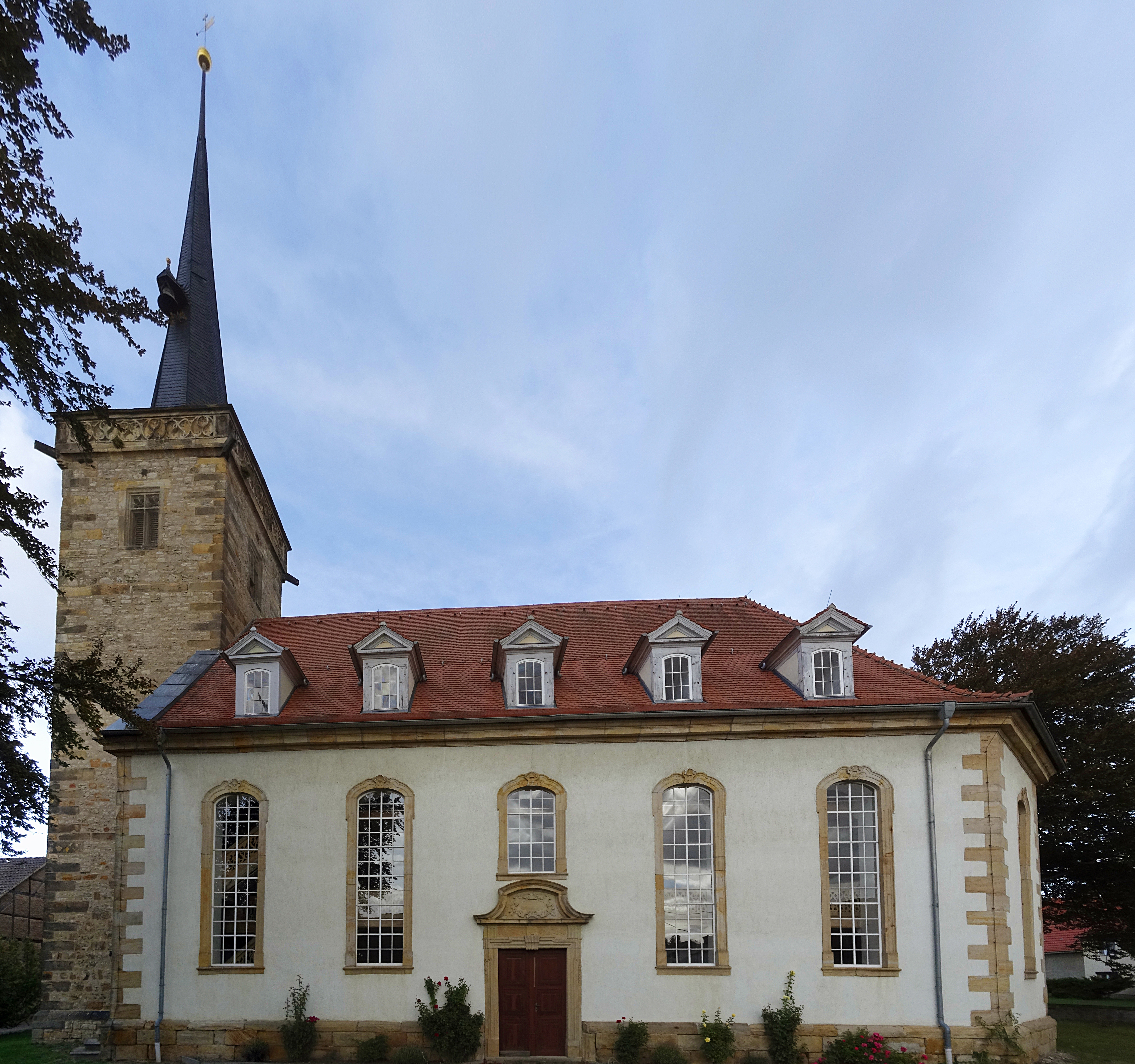
Die Kirche in Bindersleben (2018)

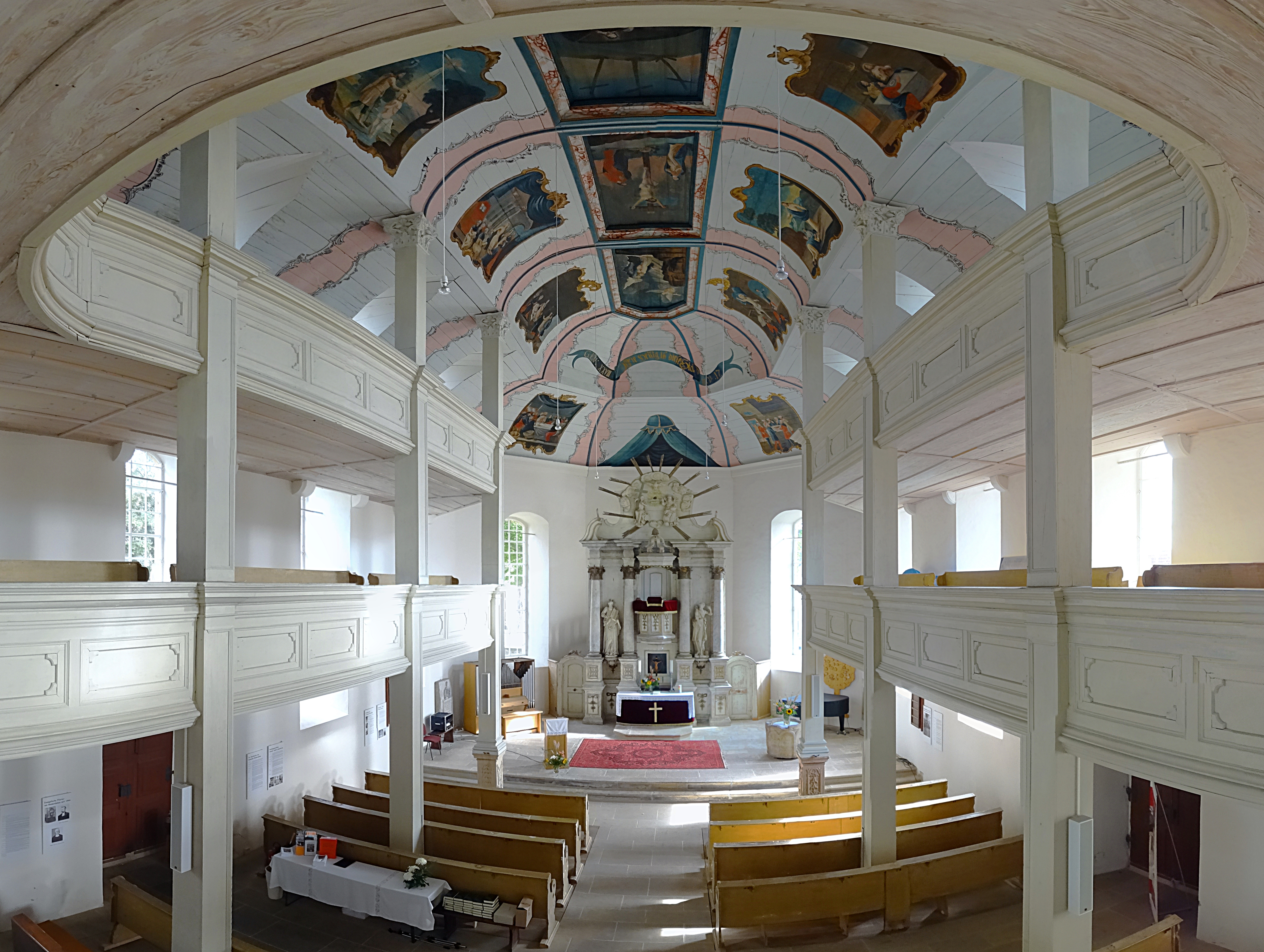
Blick durchs Kirchenschiff

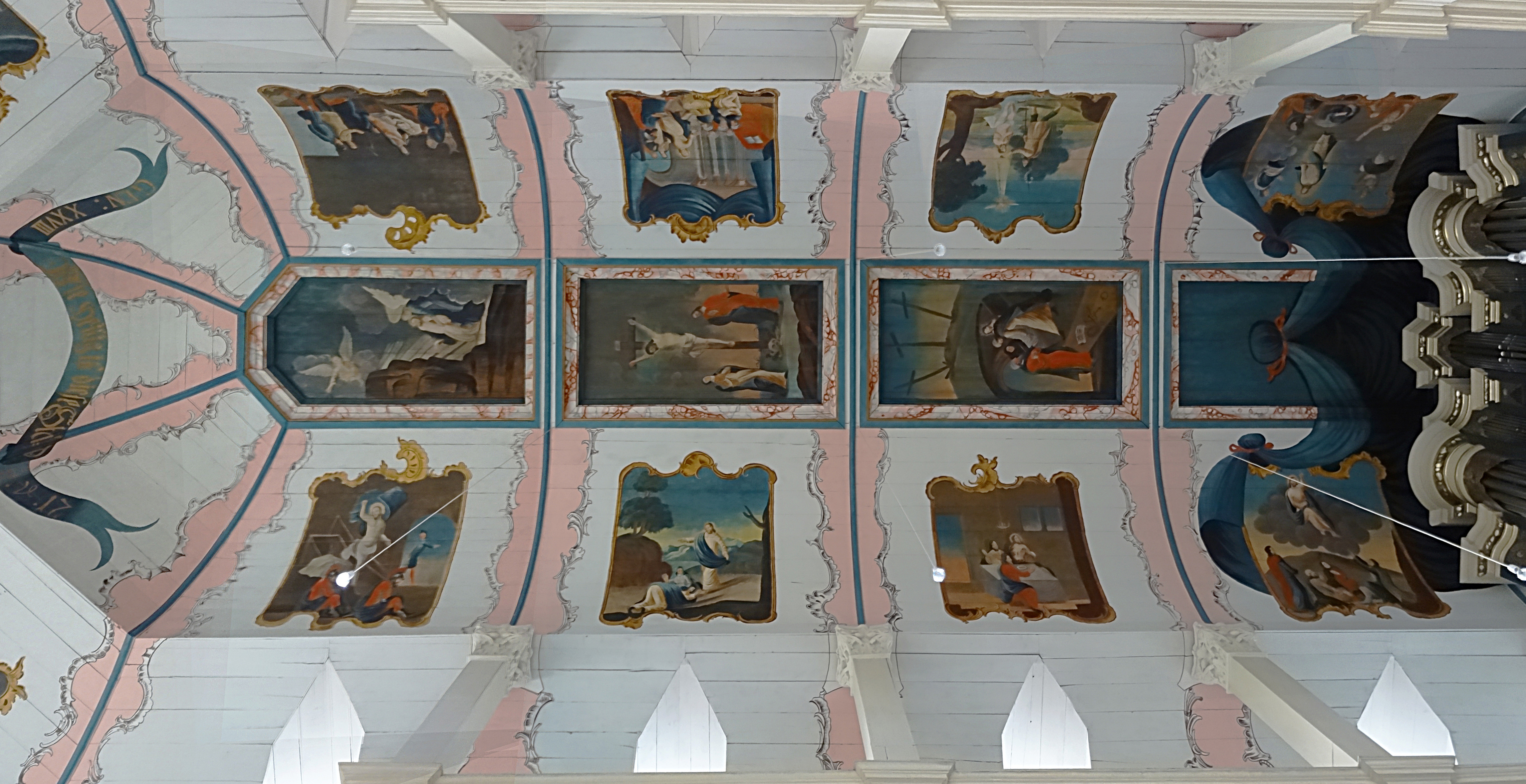
Deckengemälde

Die Kirche St. Lukas ist die Hauptkirche des Erfurter Ortsteils Bindersleben. Sie gehört zum Evangelischen Kirchenkreis Erfurt. Das Gebäude steht unter Denkmalschutz.

## Geschichte
Die Geschichte der Kirche geht auf das späte Mittelalter zurück. 1491 (Bauinschrift) wurde der Westturm errichtet. Er weist Kreuzstockfenster im obersten Geschoss, darüber einen offenen, durch mit Maßwerk verzierte Brüstungen eingefassten Umgang sowie einen gotischen Spitzhelm auf.
Das Kirchenschiff mit seinem dreiseitig polygonalen Ostabschluss wurde in den Jahren 1737 bis 1743 errichtet. Es hat geschmückte Portalanlagen mit Bekrönungen an Nord-, Süd- und Westseite und gerahmte Segmentbogenfenster mit plastischer Verzierung im Scheitel.
1960 wurde die Nutzung der Kirche wegen Bauschäden aufgegeben. Nach der „Wende“ 1990 wurden Wiederherstellungsarbeiten begonnen und 2003 im Wesentlichen abgeschlossen. Danach wurde die Renovierung der historischen Volckland-Orgel geplant. Hierzu gründete sich 2009 ein Förderverein.
Seit 2016 ist die Kirche Spielort des Projektes Sommerkonzerte in Erfurter Dorfkirchen des Kammermusikvereins Erfurt.

## Ausstattung
Die einheitliche Ausstattung im Inneren stammt im Wesentlichen aus der Mitte des 18. Jahrhunderts, wenige ältere Stücke stammen aus dem Vorgängerbau. Zu nennen sind:
- Romanischer Taufstein mit Blendarkatur
- Relief des Namenspatrons und Evangelisten Lukas aus dem späten 15. Jahrhundert an der Westseite
- Dreiseitige, zweigeschossige Empore mit Kassetten-Brüstung, deren Pfosten eine gestaffelte Holztonne mit Gemälden über dem Mittelraum tragen.
- Kanzelaltar mit einem architektonischen Aufbau aus Säulenpaaren und verkröpften Gebälk. Zwischen den Säulen Schnitzfiguren von Moses und Johannes dem Täufer, darüber ein Auszug mit Darstellung der Heiligen Dreieinigkeit.
- Gestühl  mit kassettierten Füllungen und Blenden des 18. Jh.
- Hölzernes Taufgestell aus dem 18. Jh.
- Büstengrabstein des Pfarrers Heinrich Gottfried Sahl († 1753)

## Orgel

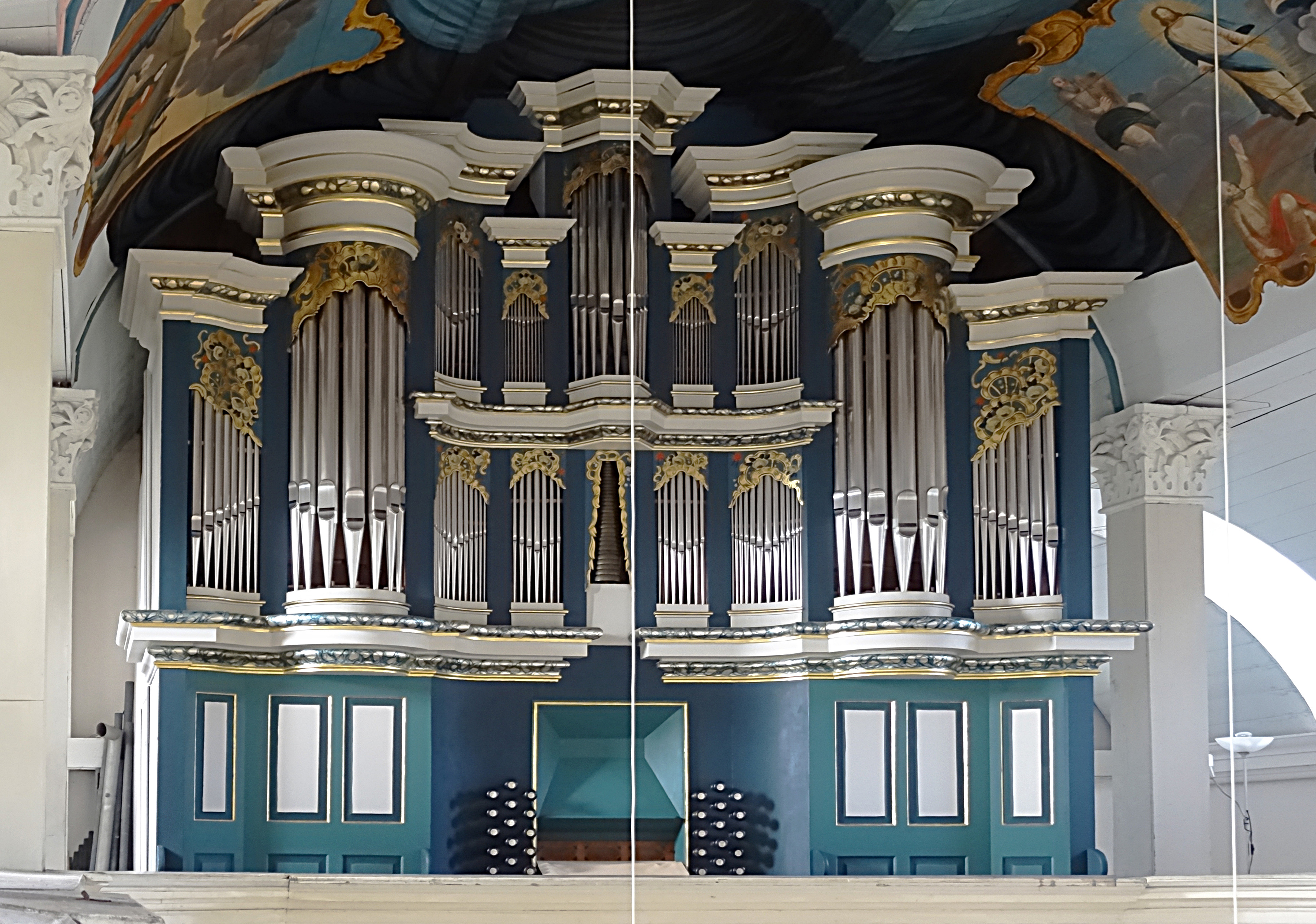
Die Volckland-Orgel

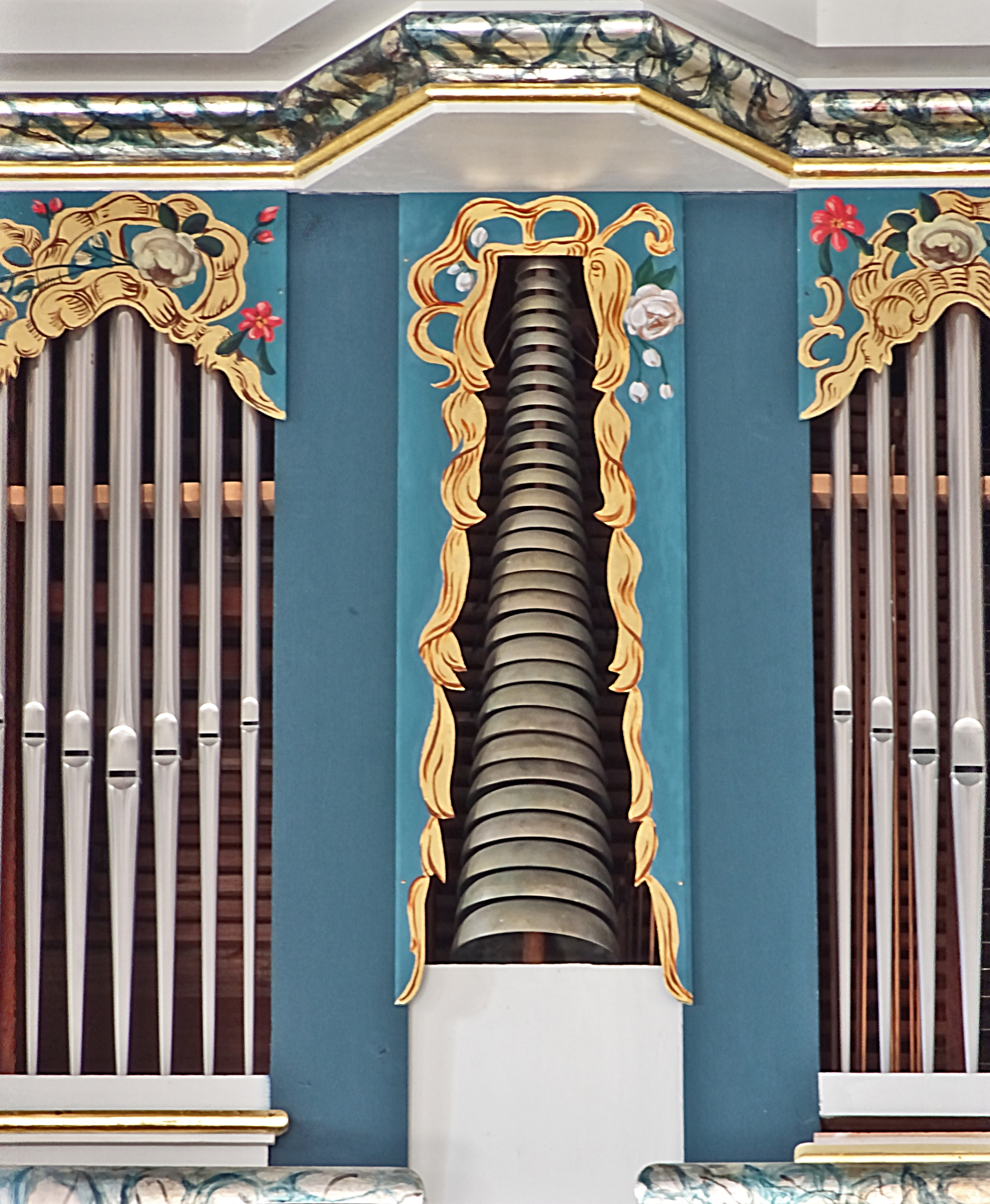
Glockenspiel-Register

Die Orgel mit 24 Registern auf zwei Manualen und Pedal, mit mehrteiligem Prospekt wurde 1751–1755 durch Franciscus Volckland erbaut. Sie wurde in den Jahren 1856 und 1931 repariert und teilweise in der Disposition geändert. Nach Beschädigung im Zweiten Weltkrieg und einer Wiederherstellung 1948 wurde die Orgel in den Jahren 2011–2018 durch Jehmlich Orgelbau Dresden restauriert. Die Disposition lautet:
| I Hauptwerk CD–c3 |        |        |
| Quintathön        | 16′    |        |
| Principal         | 08′    | (2018) |
| Gedackt           | 08′    |        |
| Flûte Travers     | 08′    |        |
| Viola di Gamba    | 08′    |        |
| Octave            | 04′    |        |
| Quinta            | 03′    |        |
| Octave            | 02′    |        |
| Sexta             | 1 3⁄5′ | (2018) |
| Mixtur VI         | 0(2′)  |        |
| Cymbel IV         | (1⁄2′) |        |

| II Oberwerk CD–c3 |        |        |
| Musicir Gedackt   | 8′     |        |
| Quintathön        | 8′     |        |
| Principal         | 4′     | (2018) |
| Nachthorn         | 4′     |        |
| Quinta            | 3′     |        |
| Octave            | 2′     | (2015) |
| Sexta             | 1 3⁄5′ | (2015) |
| Mixtur IV         | (1′)   |        |
| Glockenspiel      | g–c3   |        |

| Pedal CD–c1 |     |        |
| Violonbaß   | 16′ |        |
| Subbaß      | 16′ |        |
| Octavbaß    | 08′ |        |
| Violon      | 08′ | (2018) |
| Posaune     | 16′ | (2018) |

- Koppeln:  Manual-Coppel, Pedal-Coppel
- Nebenregister und Spielhilfen: Tremulant